# 艾瓦尔
艾瓦尔（西班牙語：Aibar）是西班牙纳瓦拉的一个市镇。总面积48平方公里，总人口932人（2001年），人口密度19人/平方公里。